# 5・7小路ふらりーと

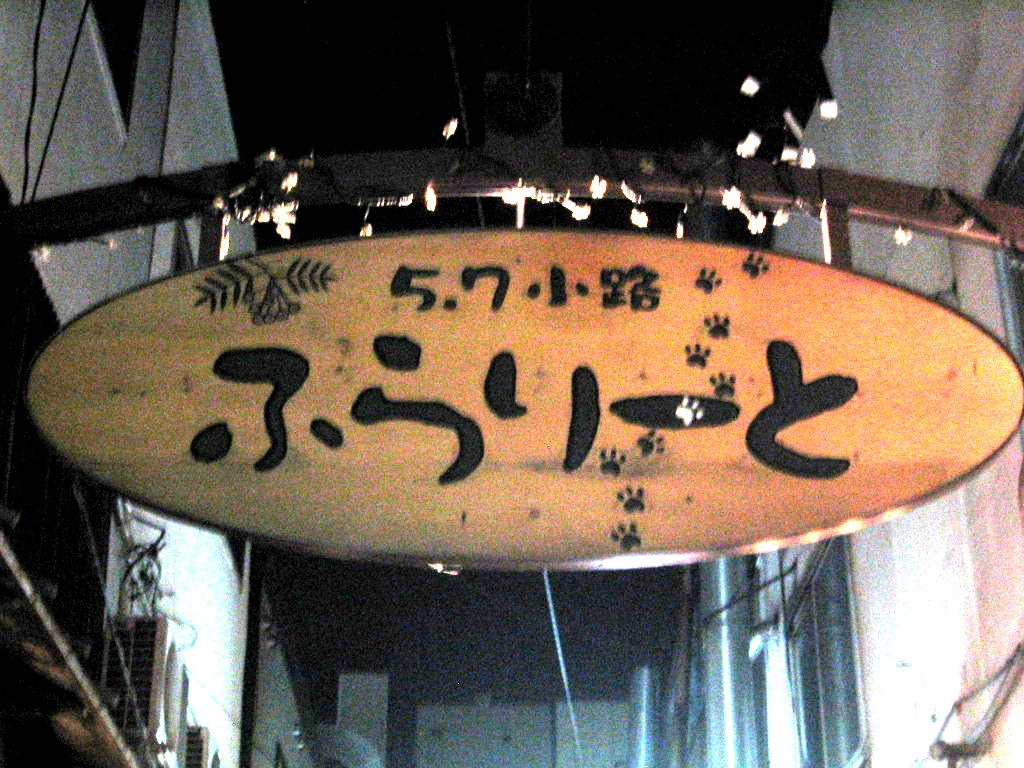
5・7ふらりーと

5・7小路ふらりーと（ご・なな・こうじふらりーと）は北海道旭川市にある歓楽街。単に「ふらりーと」と呼ばれることのほうが多い。木製看板や行燈なども設置され、昭和初期の雰囲気がそのまま残っている。
「5・7」は住所の「5条通7丁目」の略称。

## 歴史
- 1920年頃　現在の場所に中央市場が発足。
- 1939年　一帯が大火で焼失。以降はラーメン店や居酒屋など老舗が店舗を構える。
- 2003年　公的補助の受領を目的として組合規約を整える。
- 2004年6月　一般市民から公募で愛称を募集し、現在の「5・7小路ふらりーと」に決定となる。
- 2004年7月　屋外で飲食を楽しめるイベント、「5・7小路ふらりーと夏祭り」を開催。
- 2006年　京都府京都市中京区にある姉小路（あねやこうじ）と姉妹小路提携。町式目を制定。

## 店舗
18店の飲食店などが軒を連ねている。
- 「やきとり小路」との愛称もあり、焼き鳥が有名。室蘭市や函館市と違い、旭川市の焼き鳥は鶏肉が主流。
- 旭川ラーメンの老舗「蜂屋」も店舗を構えている。

## その他
- 店舗に行くと、ふらりーと界隈を記したパンフレットが置いてある。
- 『北海道警事件ファイル 警部補 五条聖子』シリーズ 第5作「旭川・美瑛・知床 幻のエゾオオカミの謎」で、

五条聖子がコミックバスターコンパ37にいた容疑者を追って、小路を駈け抜けるシーンがある。

## アクセス
JR旭川駅から徒歩10分ほど。中心部にあるホテルからも近い。また平和通買物公園とも隣接している。